# Dagger-priserna
Dagger-priserna utdelas årligen av brittiska Crime Writers' Association, och är tillsammans med Edgarpriserna som utdelas av amerikanska Mystery Writers of America sannolikt världens mest prestigefyllda kriminallitterära priser.

## Historia
Crime Writers' Association (CWA) delar varje år ut en mängd priser ("dolkar") för förtjänstfull insats inom kriminallitteraturen. Det hette först The Crossed Red Herrings Award som delades ut för årets bästa kriminalroman 1955.
Flera av priserna har genom åren bytt namn:
- The Crossed Red Herrings Award bytte 1960 namn till The Gold Dagger
- The Short Story Dagger bytte 2006 namn till The Short Story Award
- The Dagger in the Library hette tidigare The Golden Handcuffs
- The New Blood Dagger hette tidigare The John Creasey Memorial Award

De främsta utmärkelserna var från 1955 till 2005 The Gold Dagger för årets bästa kriminalroman och, från 1969 till 2005, The Silver Dagger för andraplats i konkurrensen om gulddolken. 
Under 2006-2008 hade CWA ett sponsorsavtal med Duncan Lawrie Private Bank och The Gold Dagger bytte då namn till The Duncan Lawrie Dagger för årets bästa kriminalroman. Det nya priset bestod av en dekorerad dolk och 20 000 brittiska pund, vilket var det kriminallitterära pris i världen som gav störst utdelning i kontanter. 
I och med att gulddolken avskaffades ändrade också CWA sin politik gällande icke engelskspråkiga författare. Fram till 2006 konkurrerade översatta kriminalromaner på lika villkor med romaner ursprungligen utgivna på engelska. The Duncan Lawrie Dagger utdelas bara till engelskspråkiga författare. 
Beslutet kritiserades skarpt av brittiska kritiker och flera av CWA:s egna medlemmar. Det antyddes att orsaken var att man befarade att den ökande andelen översatta detektivromaner på den brittiska marknaden skulle leda till flera utländska vinnare och därmed minskande försäljning för inhemska författare och deras förlag, i och med att priset är viktigt i reklamhänseende. Flera utländska författare hade de senaste åren före detta beslut vunnit gulddolken: Svenska Henning Mankell 2001, kubansk-spanska José Carlos Somoza 2002 och isländske Arnaldur Indriðason 2005. Före den sista utdelningen 2005 var det bara en engelsktalande författare bland de nominerade (bland dem den norska författaren Karin Fossum); vinnaren av silverdolken Barbara Nadel. Till försvar för beslutet blev det bland annat anfört att man vid översättningar inte kan veta i hur hög grad den slutliga texten är författarens eller översättarens verk. Uppenbarligen, som ett resultat av denna debatt, bestämde sig Duncan Lawrie Private Bank efter några månader att sponsra ännu ett nytt pris, The Duncan Lawrie International Dagger, för årets bästa översatta kriminalroman. Prisbeloppet delades mellan författaren (5 000 GBP) och översättaren (1 000 GBP).
2008 upphörde sponsringen och 2009 återkom priset "The Golden Dagger", och The Duncan Lawrie International Dagger bytte namn till International Dagger.

## Pristagare

### The Dagger of Daggers
Utdelat en gång, 2005, för den bästa kriminalroman utgiven de sista 50 åren. Priset gick till John le Carré för The Spy who came in from the Cold (1963)

### The Gold Dagger
Före 1960 känt som The Crossed Red Herrings Award, för årets bästa kriminalroman utgiven på engelska, oberoende av ursprungsspråk. 2006-2008 sponsrade Duncan Lawrie Bank guldpriset och detta bytte då namn till The Duncan Lawrie Dagger. 2009 fick priset åter namnet The Gold Dagger. 
The Crossed Red Herrings Award
- 1955: Winston Graham, för The Little Walls
- 1956: Edward Grierson, för The Second Man
- 1957: Julian Symons, för The Colour of Murder
- 1958: Margot Bennett, för Someone from the past
- 1959: Eric Ambler, för Passage of Arms

The Gold dagger
- 1960: Lionel Davidson, för The Night of Wenceslas
- 1961: Mary Kelly, för The Spoilt Kill
- 1962: Joan Fleming, för When I Grow Rich
- 1963: John le Carré, för The Spy Who Came In From the Cold
- 1964: H.R.F. Keating, för The Perfect Murder
- 1965: Ross Macdonald, för The Far Side of the Dollar
- 1966: Lionel Davidson, för A Long Way to Shiloh
- 1967: Emma Lathen, för Murder Against the Grain
- 1968: Peter Dickinson, för Skin Deep
- 1969: Peter Dickinson, för A Pride of Heroes
- 1970: Joan Fleming, för Young Man I Think You're Dying
- 1971: James McClure, för The Steam Pig
- 1972: Eric Ambler, för The Levanter
- 1973: Robert Littell, för The Defection of A.J.Lewinte
- 1974: Anthony Price, för Other Paths to Glory
- 1975: Nicholas Meyer, för The Seven per cent Solution
- 1976: Ruth Rendell, för A Demon in my View
- 1977: John le Carré, för The Honourable Schoolboy
- 1978: Lionel Davidson, för The Chelsea Murders
- 1979: Dick Francis, för The Whip Hand
- 1980: H.R.F. Keating, för The Murder of the Maharajah
- 1981: Martin Cruz Smith, för Gorky Park
- 1982: Peter Lovesey, för The False Inspector Dew
- 1983: John Hutton, för Accidental Crimes
- 1984: B.M. Gill, för The Twelfth Juror
- 1985: Paula Gosling, för Monkey Puzzle
- 1986: Ruth Rendell, för Live Flesh
- 1987: Barbara Vine (pseudonym för Ruth Rendell), för A Fatal Inversion
- 1988: Michael Dibdin, för Ratking
- 1989: Colin Dexter, för The Wench is Dead
- 1990: Reginald Hill, för Bones and Silence
- 1991: Barbara Vine (pseudonym för Ruth Rendell), för King Solomon's Carpet
- 1992: Colin Dexter, för The Way Through the Woods
- 1993: Patricia Cornwell, för Cruel and Unusual
- 1994: Minette Walters, för The Scold's Bridle
- 1995: Val McDermid, för The Mermaids Singing
- 1996: Ben Elton, för Popcorn
- 1997: Ian Rankin, för Black And Blue
- 1998: James Lee Burke, för Sunset Limited
- 1999: Robert Wilson, för A Small Death in Lisbon
- 2000: Jonathan Lethem, för Motherless Brooklyn
- 2001: Henning Mankell, för Sidetracked (Villospår)
- 2002: José Carlos Somoza, för The Athenian Murders
- 2003: Minette Walters, för Fox Evil
- 2004: Sara Paretsky, för Blacklist
- 2005: Arnaldur Indriðason, för Silence of the Grave (Grafarþögn)

The Duncan Lawrie Dagger
För årets bästa kriminalroman författad på engelska.
- 2006: Ann Cleeves, för Raven Black
- 2007: Peter Temple, för The Broken Shore
- 2008: Frances Fyfield, för Blood From Stone

The Gold Dagger
- 2009: William Brodrick, för A Whispered Name
- 2010: Belinda Bauer, för Blacklands (Mörk jord)
- 2011: Tom Franklin, för Crooked Letter
- 2012: Gene Kerrigan, för The Rage
- 2013: Mick Herron, för Soho Crime
- 2014: Wiley Cash, för This Dark Road to Mercy
- 2015: Michael Robotham, för Life or death
- 2016: Bill Beverly, för Dodgers
- 2017: Jane Harper, för The Dry

### The Silver Dagger
Från 1969 till 2005 utdelat för andraplats i konkurrensen om The Gold Dagger.
- 1969: Francis Clifford, för Another Way
- 1970: Anthony Price, för The Labyrinth Makers
- 1971: P.D. James, för Shroud for a Nightingale
- 1972: Victor Canning, för The Rainbird Pattern
- 1973: Gwendoline Butler, för A Coffin for Pandora
- 1974: Francis Clifford, för The Grosvenor Square Goodbye
- 1975: P.D. James, för The Black Tower
- 1976: James McClure, för Rogue Eagle
- 1977: William McIlvanney, för Laidlaw
- 1978: Peter Lovesey, för Waxwork
- 1979: Colin Dexter, för Service of all the Dead
- 1980: Ellis Peters, för Monk's Hood
- 1981: Colin Dexter, för The Dead of Jericho
- 1982: S.T. Haymon, för Ritual Murder
- 1983: William McIlvanney, för The Papers of Tony Veitch
- 1984: Ruth Rendell, för The Tree of Hands
- 1985: Dorothy Simpson, för Last Seen Alive
- 1986: P.D. James, för A Taste for Death
- 1987: Scott Turow, för Presumed Innocent
- 1988: Sara Paretsky, för Toxic Shock
- 1989: Desmond Lowden, för The Shadow Run
- 1990: Mike Phillips, för The Late Candidate
- 1991: Frances Fyfield, för Deep Sleep
- 1992: Liza Cody, för Bucket Nut
- 1993: Sarah Dunant, för Fatlands
- 1994: Peter Høeg, för Miss Smilla's Feeling for Snow
- 1995: Peter Lovesey, för The Summons
- 1996: Peter Lovesey, för Bloodhounds
- 1997: Janet Evanovich, för  Three to get Deadly
- 1998: Nicholas Blincoe, för Manchester Slingback
- 1999: Adrian Matthews, för Vienna Blood
- 2000: Donna Leon, för Friends in High Places
- 2001: Giles Blunt, för Forty Words for Sorrow
- 2002: James Crumley, för The Final Country
- 2003: Morag Joss, för Half-Broken Things
- 2004: John Harvey, för Flesh and Blood
- 2005: Barbara Nadel, för Deadly Web

### The Duncan Lawrie International Dagger
För årets bästa kriminalroman översatt till engelska. Priset bestod fram till 2008 av en dekorerad dolk och ett prisbelopp på 6 000 GBP som delas mellan författare och översättare; (5 000 GBP till författaren, 1 000 till översättaren).
2009 bytte priset namn till International Dagger med ett prisbelopp på 1 000 GBP till författaren och 500 till översättaren.
- 2006: Fred Vargas (författare) och Siân Reynolds (översättare), för The Three Evangelists (Debout les morts)
- 2007: Fred Vargas (författare) och Siân Reynolds (översättare), för Wash this Blood Clean from my Hand (Sous les vents de Neptune)
- 2008: Dominique Manotti (författare) och översättarna Amanda Hopkinson och Ros Schwartz, för Lorraine Connection (Lorraine connection)

International Dagger
- 2009: Fred Vargas (författare) och översättaren Sian Reynolds, för The Chalk Circle Man (L'Homme aux cercles bleus)
- 2010: Johan Theorin (författare) och översättaren Marlaine Delargy för The Darkest Room (Nattfåk)

### The Cartier Diamond Dagger
Utdelat första gången 1986. Priset är ett hederspris för ett livslångt kriminallitterärt författarskap av speciellt hög kvalitet. Priset är sponsrat av Cartier. 
- 1986: Eric Ambler
- 1987: P.D. James
- 1988: John le Carré
- 1989: Dick Francis
- 1990: Julian Symons
- 1991: Ruth Rendell
- 1992: Leslie Charteris
- 1993: Ellis Peters
- 1994: Michael Gilbert
- 1995: Reginald Hill
- 1996: H.R.F. Keating
- 1997: Colin Dexter
- 1998: Ed McBain
- 1999: Margaret Yorke
- 2000: Peter Lovesey
- 2001: Lionel Davidson
- 2002: Sara Paretsky
- 2003: Robert Barnard
- 2004: Lawrence Block
- 2005: Ian Rankin
- 2006: Elmore Leonard
- 2007: John Harvey
- 2008: Sue Grafton
- 2009: Andrew Teylor
- 2010: Val McDermid
- 2011: Lindsey Davis
- 2012: Frederick Forsyth
- 2013: Lee Child
- 2014: Simon Brett
- 2015: Catherine Aird

### The Dagger in the Library
Första gången utdelat 1994 och tidigare känt som The Golden Handcuffs, för den (nu levande) författare som "senaste året har givit (brittiska) läsare mest glädje". Priskandidater nomineras av brittiska bibliotek. Priset består av en dekorerad dolk och ett prisbelopp på 1 500 GBP.
- 1994: Robert Barnard
- 1995: Lindsey Davis
- 1996: Marian Babson
- 1997: Inte utdelat
- 1998: Inte utdelat
- 1999: Inte utdelat
- 2000: Inte utdelat
- 2001: Inte utdelat
- 2002: Peter Robinson
- 2003: Stephen Booth
- 2004: Alexander McCall Smith
- 2005: Jake Arnott
- 2006: Jim Kelly
- 2007: Stuart MacBride
- 2008: Craig Russell
- 2009: Colin Cotterill
- 2010: Ariana Franklin
- 2011: Mo Hayder
- 2012: Steve Mosby
- 2013: Belinda Bauer
- 2014: Sharon Bolton
- 2015: Christopher Fowler

### The Short Story Award (tidigare The Short Story Dagger)
Pris för årets bästa kriminalnovell, utdelat första gången 1995. 2006 döptes priset om till The Short Story Award och kommer att delas ut vid ett annat tillfälle än Dagger-priserna. Priset består av ett belopp på 1 500 GBP och en guldnål med CWA:s emblem.
- 1995: Larry Beinhart, för Funny Story
- 1996: Ian Rankin, för Herbert in Motion
- 1997: Reginald Hill, för On the Psychiatrist's Couch
- 1998: Jerry Sykes, för Roots
- 1999: Anthony Mann, för Taking Care of Frank
- 2000: Denise Mina. för Helena and the Babies
- 2001: Marion Arnott, för Prussian Snowdrops
- 2002: Stella Duffy , för Martha Grace
- 2003: Jerry Sykes, för Closer to the Flame
- 2004: Jeffery Deaver, för The Weekender
- 2005: Danuta Reah, för No Flies on Frank
- 2006: Robert Barnard, för Sins of Scarlet
- 2007: Peter Lovesey, för Needle Match
- 2008: Martin Edwards, för The Bookbinder's Apprentice
- 2009: Sean Chercover, för One Serving of Bad Luck
- 2010: Robert Ferrigno, för Can You Help Me Out Here
- 2011: Phil Lovesey, för Homework
- 2012: Margaret Murphy, för The Message samt Cath Staincliffe, för Laptop, båda i samlingen Murder Squad: Best Eaten Cold and Other Stories
- 2013: Stella Duffy, för Come Away with Me

### The New Blood Dagger (tidigare TheJohn CreaseyMemorial Award)
Pris för årets bästa kriminalroman på engelska av en tidigare opublicerad författare. Första gången utdelat 1973 och var tidigare känt som The John Creasey Memorial Award till minne av CWA:s grundare. Priset består av en dekorerad dolk och 1 000 GBP.
- 1973: Kyril Bonfiglioli, för Don't Point That Thing at Me
- 1974: Roger L. Simon, för The Big Fix
- 1975: Sara George, för Acid Drop
- 1976: Patrick Alexander, för Death of a Thin Skinned Animal
- 1977: Jonathan Gash, för The Judas Pair
- 1978: David Serafin, för Saturday of Glory
- 1979: Paula Gosling , för A Running Duck
- 1980: Liza Cody, för Dupe
- 1981: James Leigh, för The Ludi Victor
- 1982: Andrew Taylor, för Caroline Miniscule
- 1983: Clue Carol Clemeau, för The Ariadne
- 1983: Eric Wright, för The Night the Gods Smiled
- 1984: Elizabeth Ironside, för A Very Private Enterprise
- 1985: Robert Richardson, för The Latimer Mercy
- 1986: Neville Steed, för Tinplate
- 1987: Denis Kilcommons, för Dark Apostle
- 1988: Janet Neel, för Death's Bright Angel
- 1989: Annette Roome, för A Real Shot in the Arm
- 1990: Patricia Cornwell, för Postmortem
- 1991: Walter Mosley, för Devil in a Blue Dress
- 1992: Minette Walters, för The Ice House
- 1993: Inte utdelat
- 1994: J. Swanson, för Big Town Doug
- 1995: Laurie R. King, för A Grave Talent
- 1995: Janet Evanovich, för One for the Money
- 1996: Inte utdelat
- 1997: Paul Johnston, för Body Politic
- 1998: Denise Mina, för Garnet Hill
- 1999: Dan Fesperman, för Lie in the Dark
- 2000: Boston Teran, för God is a Bullet
- 2001: Susanna Jones, för The Earthquake Bird
- 2002: Louise Welsh, för The Cutting Room
- 2003: William Landay, för Mission Flat
- 2004: Mark Mills, för Amagansett
- 2005: Dreda Say Mitchell, för Running Hot
- 2006: Louise Penny, för Still Life
- 2007: Gillian Flynn, för Sharp Objects
- 2008: Matt Rees, för The Bethlehem Murders
- 2009: Johan Theorin, för Skumtimmen (på engelska Echoes from the dead)
- 2010: Ryan David Jahn, för Acts of Violence
- 2011: S.J. Watson, för Before I Go To Sleep
- 2012: Wiley Cash, för Land More Kind than Home
- 2013: Derek B. Miller, för Norwegian by Night

### The Ian Fleming Steel Dagger
Utdelat första gången 2002, för årets bästa thriller eller spänningsbok i James Bond's anda. Priset är sponsrat av Ian Fleming Publications Ltd. Vinnaren mottar en ståldolk och 2 000 GBP.
- 2002: John Creed, för The Sirius Crossing
- 2003: Dan Fesperman, för The Small Boat of Great Sorrows
- 2004: Jeffery Deaver, för Garden of Beasts
- 2005: Henry Porter, för Brandenburg
- 2006: Nick Stone, för Mr Clarinet
- 2007: Gillian Flynn, för Sharp Objects
- 2008: Tom Rob Smith, för Child 44
- 2009: John Hart, för The Last Child
- 2010: Simon Conway, för A Loyal Spy'
- 2011: Steve Hamilton, för The Lock Artist
- 2012: Charles Cumming, för A Foreign Country
- 2013: Roger Hobbs, för Ghostman

### The CWA Historical Dagger (tidigare The Ellis Peters Historical Dagger)
Pris för årets bästa historiska kriminalroman, till minne av författaren Ellis Peters. Priset består av en dekorerad dolk och 3 000 GBP. Priset utdelades första gången 1999 under namnet The Ellis Peters Historical Dagger. Från 2006 ändrades namnet till The Ellis Peters Award, och utdelningen flyttades till ett annat tillfälle än de andra Dagger-priserna.
- 1999: Lindsey Davis. för Two for the Lions
- 2000: Gillian Linscott, för Absent Friends
- 2001: Andrew Taylor, för The Office Of The Dead
- 2002: Sarah Waters, för Fingersmith
- 2003: Andrew Taylor, för The American Boy
- 2004: Barbara Cleverly, för The Damascened Blade
- 2005: C.J. Sansom, för Dark Fire
- 2006: Edward Wright, för Red Sky Lament
- 2007: Ariana Franklin, för Mistress of the Art of Death
- 2008: Laura Wilson, för Stratton’s War
- 2009: Philip Kerr, för If The Dead Rise Not
- 2010: Rory Clements, för Revenger
- 2011: Andrew Martin, för The Somme Stations
- 2012: Aly Monroe, för Icelight
- 2013: Andrew Taylor, för The Scen of Death
- 2014: Antonia Hodgson, för The Devil in the Marshalsea

### The Last Laugh Daggers
Utdelat från 1988 till 1996 för årets bästa humoristiska kriminalroman utgiven på engelska.
- 1988: Nancy Livingston, för Death in a Distant Land
- 1989: Mike Ripley, för Angel Touch
- 1990: Simon Shaw, för Killer Cinderella
- 1991: Mike Ripley, för Angels in Arms
- 1992: Carl Hiaasen, för Native Tongue
- 1993: Michael Pearce, för The Mamur Zapt and The Spoils of Egypt
- 1994: Simon Shaw, för The Villian of the Earth
- 1995: Laurence Shame, för Sunburn
- 1996: Janet Evanovich, för Two For The Dough

### The Rusty Dagger
Utdelat en enda gång, 1996, för bästa brittiska kriminalroman från 1930-talet. Vinnare var Dorothy L. Sayers, för The Nine Tailors.

### The Debut Dagger
Från 1998 utdelar CWA också The Debut Dagger för bästa novell av en hittills opublicerad författare i en årlig tävling arrangerad av föreningen.